# Gymnasium Stein
Das Gymnasium Stein ist ein naturwissenschaftlich-technologisches und wirtschafts- und sozialwissenschaftliches Gymnasium in der mittelfränkischen Stadt Stein bei Nürnberg.
Die zunächst als Zweigstelle des Dietrich-Bonhoeffer-Gymnasium Oberasbach geführte Schule wurde 1982 selbständig. Im komplett neu gebauten Schulgebäude im Stadtteil Deutenbach nahm erstmals 1985 eine fünfte Klasse den Unterricht auf. 1988 wurde der fertiggestellte Schulneubau endgültig für den vollständigen Unterricht freigegeben. Bis dahin pendelten einigen Klassen zwischen mehreren Schulgebäuden im Ort. Die Schule ist damit eines der jüngsten Gymnasien im Großraum Nürnberg/Fürth. 

## Neubau 2008
Im Februar 2008 wurde am Gymnasium Stein ein Erweiterungsbau in Betrieb genommen. Er enthält neben zwei Computerräumen mit je 32 Sitzen, einem Sprachlabor und einem Übungsraum für das Fach  Natur-und-Technik auch eine neue, moderne Mensa. Der Bau war notwendig geworden, um im Hauptgebäude Platz für weitere Klassenzimmer zu schaffen. 

## Sanierung ab 2018
Seit dem Schuljahr 2018/19 wird das Gymnasium Stein blockweise saniert. Während der Baumaßnahmen sollen unter anderem die Fenster ausgetauscht, die Wände gedämmt, Lüftungsanlagen installiert, die teilweise kaputten Sonnenblenden ausgetauscht, die WCs erneuert und die Einrichtung der Klassenzimmer modernisiert werden. So sollen z. B. Whiteboards die traditionellen Tafeln ersetzen. Des Weiteren müssen aus brandschutzrechtlichen Gründen Außentreppen und -stege installiert werden, da die Treppenhäuser zu schmal sind und aufgrund der Bauweise des Gebäudes eine Erweiterung der Fluchtwege nur über Außenanlagen sinnvoll ist.
Die Sanierungsarbeiten am Nordflügel und im Naturwissenschaftstrakt im Keller wurden bis zum Schulanfang im September 2019 beendet, im Schuljahr 2019/20 wurden der Westflügel sowie die Physikräume umgebaut. Abgeschlossen werden die Umbaumaßnahmen durch die Sanierung des Verwaltungstraktes.
Die jeweils betroffenen Klassen und Fachräume werden in eigens für das Bauvorhaben aufgestellte moderne Pavillons ausquartiert, die sich auf dem Fußballfeld des Sportplatzes der Schule befinden. Um den Sportunterricht dadurch nicht einzuschränken, hat man sich mit dem angrenzenden Verein STV Deutenbach auf eine Mitbenutzung ihres Fußballfeldes geeinigt.
Zwei Flügel wurden 2020 fertiggestellt (Nordflügel, Ostflügel).

## Austauschschulen
Die Schule pflegt mit drei französischen und einer kanadischen Schulen Austauschprogramme; dem Lycée Pierre Bourdan Guéret in der Partnergemeinde Guéret, dem College Sœur Rosalie in Paris, dem Lycée Leconte-de-Lisle auf La Réunion und dem College Stanislas in Montreal, wobei letztere alternierend jeweils nur alle zwei Jahre stattfinden. Des Weiteren pflegt Stein ein Austauschprogramm mit der Shenzhen Foreign Language School, welche über 8000 Chinesische Schüler beherbergt. In den 1990er Jahren fand ein regelmäßiger Austausch mit der Wawasee High School in Syracuse, Indiana statt.
Neu ist der Austausch mit der Dunwoody High School in der Nähe von Atlanta.

## Sportliche Erfolge
Das Gymnasium Stein war die erste Stützpunktschule für Rhythmische Sportgymnastik in Bayern. In enger Zusammenarbeit mit dem TSV Stein wurde eine Gruppe 1995 Deutscher Jugendmeister in dieser Disziplin. Beim Schulsportwettbewerb sind die Schulmannschaften beim Landesfinale stets auf dem Treppchen. Seit einigen Jahren besteht auch eine Schularbeitsgemeinschaft im Gerätturnen. Die Schulmannschaft im Turnen wurde mehrfach Landessieger und erzielte beim Bundesfinale in Berlin vordere Plätze (5. Platz) hinter den Sportgymnasien aus den neuen Bundesländern.
Des Weiteren belegte die Fußball-Schulhausmannschaft 1999 den achten Platz bei der Deutschen Meisterschaft, nachdem sie alle Schulen in Bayern hinter sich gelassen hatte.

## Schultheater
Eine Schulspielgruppe existierte in den Jahren 2000–2010. Sie nahm an den „Mittelfränkischen Theatertagen“ teil, sowie dreimal an den Theatertagen der bayerischen Gymnasien in den Jahren 2004, 2007 und 2010.

## Musik
Das Gymnasium Stein hat einen Unterstufenchor, ein Mittel- und Oberstufenchor, ein Blasorchester, ein Streichorchester, sowie ein Percussion-Ensemble.

## Arbeitskreise
Das Gymnasium bietet verschiedene Arbeitskreise (AK) an.

## Sonstiges
Das Gymnasium Stein nahm am Schulversuch Europäisches Gymnasium (EGyII) teil. Die letzten Schüler, die teilnahmen, erhielten im Jahr 2010 ihr Abitur.

## Persönlichkeiten

### Bekannte Schüler und Schülerinnen
- Tobias Winkler, Mitglied des deutschen Bundestags
- Christian Mürau, Fernsehmoderator
- Frank Türr, Fußballspieler
- Karen Webb, Fernsehmoderatorin
- Maurice Müller, Fußballspieler
- Patrick Hanslbauer, Bundesligaschiedsrichter